# 발레오
발레오(Valeo)는 파리증권거래소(CAC 40 지수)에 등재된, 프랑스에 본사를 둔 프랑스의 글로벌 자동차 공급사이다. 다양한 제품을 자동차 제조사들과 애프터마켓에 제공한다. 이 그룹의 직원 수는 전 세계 33개국에서 113,600명이다. 생산공장 186곳, 연구개발센터 59곳, 15개의 분배 플랫폼을 갖추고 있다. 전략은 고성장 잠재지역과 신흥국가들의 혁신, 개발에 집중하고 있다.

## 재정 통계
판매 (백만)
- 2001: €10,234[3]
- 2002: €9,803[3]
- 2003: €9,234[3]
- 2004: €9,018[4]
- 2005: €9,736[4]
- 2006: €9,970[4]
- 2007: €9,555[5]
- 2008: €8,664[5]
- 2009: €7,499[6]
- 2010: €9,632[7]
- 2011: €10,868[8]
- 2012: €11,759[9]
- 2013: €12,110[10]
- 2014: €12,725[11]
- 2015: €14,544[12]
- 2016: €16,519[13]
- 2017: €18,600[14]
- 2018: €19,124[15]

사업부별 판매 (2018년)
- Driving Assistance Systems: 19%
- Powertrain Systems: 26%
- Thermal Systems: 26%
- Visibility Systems: 29%

운영 이익 (판매 중 %)
- 2001: 3.8%[3]
- 2002: 5.0%[3]
- 2003: 5.0%[3]
- 2004: 4.9%
- 2007: 3.6%
- 2008: 2.6%[5]
- 2009: 1.8%[6]
- 2010: 6.4%[7]
- 2011: 6.5%[8]
- 2012: 6.2%[9]
- 2013: 6.8%[10]
- 2014: 7.2%[11]
- 2015: 7.7%[12]
- 2016: 8.1%[13]
- 2017: 8.0%[16]
- 2018: 6.3%[17]